# Bracon quebecensis
Bracon quebecensis är en stekelart som beskrevs av Roy D. Shenefelt 1978. Bracon quebecensis ingår i släktet Bracon och familjen bracksteklar. Inga underarter finns listade.